# Whanganui nationalpark
Whanganui nationalpark är en nationalpark på Nordön i Nya Zeeland. Den inrättades år 1986 och omfattar en yta på cirka 742 kvadratkilometer. 
Genom de centrala delarna av parken rinner floden Whanganui, som har gett området dess namn. Floden är den lägsta sammanhängande farbara vattenleden i Nya Zeeland och är i strikt formell mening inte en del av nationalparken. I ekologiskt och geologiskt avseende är den dock en betydelsefull integrerad del av området. 
Parkens fågelfaunan innehåller flera för Nya Zeeland edemiska arter. Särskilt uppmärksammad är populationen av kiwi (Apteryx mantelli) som är den största på hela Nordön och den inhemska blå ankan (Hymenolaimus malacorhynchos), på maori kallad ”whio”. De två för Nya Zeeland inhemska fladdermössen, Chalinolobus tuberculata och Mystacina tuberculata, finns också i parken, liksom 18 arter av inhemska fiskar. Införda djur som getter, hjortar, grisar, klätterpungdjur och råttor har orsakat problem för den ursprungliga växtligheten och djurlivet i parken och omfattas därför nu av olika kontrollåtgärder, som jakt.
Parken har även en rik kulturhistoria som boplats för maorier sedan minst 600 år. Europeiska missionärer började verka i området omkring 1840-talet och efter det började fler och fler kapell och byar byggas i trakten. Regelbunden färjetrafik har funnits på Whanganuifloden sedan år 1891. 